# Mistrzostwa Europy w Kolarstwie Torowym 2017
Mistrzostwa Europy w Kolarstwie Torowym 2017 – 8. w historii mistrzostwa Europy w kolarstwie torowym. Odbywały się między 19 a 22 października 2017 roku w hali Velodrom znajdującej się w Berlinie.

## Medaliści

### Mężczyźni
| Konkurencja                        | Złoto                                                                                          | Srebro                                                                                         | Brąz                                                                                              |
| ---------------------------------- | ---------------------------------------------------------------------------------------------- | ---------------------------------------------------------------------------------------------- | ------------------------------------------------------------------------------------------------- |
| Sprint indywidualny                | Sébastien Vigier                                                                               | Jeffrey Hoogland                                                                               | Dienis Dmitrijew                                                                                  |
| Sprint drużynowy                   | Francja Benjamin Edelin · Sébastien Vigier · Quentin Lafargue                                  | Niemcy Robert Forstemann · Maximilian Levy · Joachim Eilers                                    | Holandia Jeffrey Hoogland · Harrie Lavreysen · Matthijs Büchli · Sam Ligtlee                      |
| Wyścig indywidualny na dochodzenie | Filippo Ganna                                                                                  | Ivo Oliveira                                                                                   | Domenic Weinstein                                                                                 |
| Wyścig drużynowy na dochodzenie    | Francja Louis Pijourlet · Corentin Ermenault · Florian Maitre · Benjamin Thomas · Thomas Denis | Włochy Filippo Ganna · Simone Consonni · Francesco Lamon · Liam Bertazzo · Michele Scartezzini | Rosja Aleksandr Jewtuszenko · Mamyr Stasz · Dmitrij Sokołow · Aleksiej Kurbatow · Siergiej Sziłow |
| Keirin                             | Maximilian Levy                                                                                | Shane Perkins                                                                                  | Andrij Wynokurow                                                                                  |
| Omnium                             | Albert Torres                                                                                  | Julius Johansen                                                                                | Benjamin Thomas                                                                                   |
| 1000 m                             | Jeffrey Hoogland                                                                               | Joachim Eilers                                                                                 | Quentin Lafargue                                                                                  |
| Wyścig punktowy                    | Alan Banaszek                                                                                  | Niklas Larsen                                                                                  | Maximilian Beyer                                                                                  |
| Scratch                            | Adrien Garel                                                                                   | Krisztian Lovassy                                                                              | Roman Hładysz                                                                                     |
| Wyścig eliminacyjny                | Gerben Thijssen                                                                                | Maksim Piskunow                                                                                | Rui Oliveira                                                                                      |
| Madison                            | Francja Florian Maitre · Benjamin Thomas                                                       | Dania Niklas Larsen · Casper Pedersen                                                          | Polska Wojciech Pszczolarski · Daniel Staniszewski                                                |
| Stayer                             | Niemcy Franz Schiewer · Gerhard Geßler                                                         | Holandia Reinier Honig · Jos Pronk                                                             | Niemcy Stefan Schäfer · Peter Bauerlein                                                           |

### Kobiety
| Konkurencja                        | Złoto                                                                           | Srebro                                                                    | Brąz                                                                           |
| ---------------------------------- | ------------------------------------------------------------------------------- | ------------------------------------------------------------------------- | ------------------------------------------------------------------------------ |
| Sprint indywidualny                | Kristina Vogel                                                                  | Mathilde Gros                                                             | Darja Szmielowa                                                                |
| Sprint drużynowy                   | Rosja Darja Szmielowa · Anastasija Wojnowa                                      | Niemcy Miriam Welte · Kristina Vogel                                      | Holandia Kyra Lamberink · Shanne Braspennincx                                  |
| Wyścig indywidualny na dochodzenie | Katie Archibald                                                                 | Justyna Kaczkowska                                                        | Silvia Valsecchi                                                               |
| Wyścig drużynowy na dochodzenie    | Włochy Elisa Balsamo · Tatiana Guderzo · Letizia Paternoster · Silvia Valsecchi | Wielka Brytania Emily Kay · Elinor Barker · Manon Lloyd · Katie Archibald | Polska Justyna Kaczkowska · Katarzyna Pawłowska · Daria Pikulik · Nikol Płosaj |
| Keirin                             | Kristina Vogel                                                                  | Simona Krupeckaitė                                                        | Lubow Basowa                                                                   |
| Omnium                             | Katie Archibald                                                                 | Kirsten Wild                                                              | Elisa Balsamo                                                                  |
| 500 m                              | Miriam Welte                                                                    | Pauline Grabosch                                                          | Darja Szmielowa                                                                |
| Wyścig punktowy                    | Trine Schmidt                                                                   | Gulnaz Badykowa                                                           | Tacciana Szarakowa                                                             |
| Scratch                            | Trine Schmidt                                                                   | Tetiana Klimczenko                                                        | Jewgienija Augustinas                                                          |
| Wyścig eliminacyjny                | Kirsten Wild                                                                    | Jewgienija Augustinas                                                     | Maria Giulia Confalonieri                                                      |
| Madison                            | Wielka Brytania Elinor Barker · Eleanor Dickinson                               | Irlandia Lydia Boylan · Lydia Gurley                                      | Holandia Amy Pieters · Kirsten Wild                                            |

## Tabela medalowa
| Miejsce | Państwo         | złoto | srebro | brąz | Razem |
| ------- | --------------- | ----- | ------ | ---- | ----- |
| 1.      | Niemcy          | 5     | 4      | 3    | 12    |
| 2.      | Francja         | 5     | 1      | 2    | 8     |
| 3.      | Wielka Brytania | 3     | 1      | 0    | 4     |
| 4.      | Holandia        | 2     | 3      | 3    | 8     |
| 5.      | Dania           | 2     | 3      | 0    | 5     |
| 6.      | Włochy          | 2     | 1      | 3    | 6     |
| 7.      | Rosja           | 1     | 4      | 5    | 10    |
| 8.      | Polska          | 1     | 1      | 2    | 4     |
| 9=      | Belgia          | 1     | 0      | 0    | 1     |
| 9=      | Hiszpania       | 1     | 0      | 0    | 1     |
| 11.     | Ukraina         | 0     | 1      | 3    | 4     |
| 12.     | Portugalia      | 0     | 1      | 1    | 2     |
| 13=     | Węgry           | 0     | 1      | 0    | 1     |
| 13=     | Litwa           | 0     | 1      | 0    | 1     |
| 13=     | Irlandia        | 0     | 1      | 0    | 1     |
| 16.     | Białoruś        | 0     | 0      | 1    | 1     |